# Коженият чорап
Коженият чорап (на английски: Leatherstocking Tales) е поредица от пет исторически романа на американския писател Джеймс Фенимор Купър: Ловецът на елени, Последният мохикан, Следотърсача, Пионери и Прерията, издадени през периода 1823 – 1841 г.
Главан герой в поредицата е Натаниел Бъмпо, познат на европейските заселници като Кожения чорап (на английски: Leatherstocking) и Следотърсача (на английски: The Pathfinder), а на американските индианци като Ловеца (на английски: Deerslayer), Дългата карабина (на английски: La Longue Carabine) и Ястребово око (на английски: Hawkeye).

## Романи от поредицата
| година на издаване | година на действието | име на романа (на английски)                  | име на романа      |
| ------------------ | -------------------- | --------------------------------------------- | ------------------ |
| 1841               | 1744                 | The Deerslayer, or The First Warpath          | Ловецът на елени   |
| 1826               | 1757                 | The Last of the Mohicans: A Narrative of 1757 | Последният мохикан |
| 1840               | 1759                 | The Pathfinder, or The Inland Sea             | Следотърсача       |
| 1823               | 1793                 | The Pioneers: The Sources of the Susquehanna  | Пионери            |
| 1827               | 1804                 | The Prairie: A Tale                           | Прерията           |